# Synagoga v Trutnově
Trutnovská synagoga, neboli Templ, stála ve severo-východočeském městě Trutnov mezi lety 1882–1938, kdy byla vypálena a zbořena nacisty při tzv. křišťálové noci. Téměř všichni židovští obyvatelé Trutnova byli zavražděni během šoa, hrstka navrátilců se po válce odstěhovala (zejména do Izraele). Dnes ve městě nežije ani jedna osoba hlásící se k židovství.

## Historie židovské obce
První doložená zmínka o Židech v Trutnově je z 80. let 19. století, kdy se k židovství hlásilo asi 300 osob (3 % celkové populace). Při sčítání lidu v roce 1930 uvedlo židovské náboženství (snad) 369 osob (asi 2 %). Židé tak v Trutnově nikdy nebyli menšinou početnou, ale o to více skupinou vlivnou. Členové židovské komunity se významně podíleli na životě města. Byli mezi nimi lékaři, advokáti, bankéři, finančníci či podnikatelé. (Např. Arnošt Porák). Téměř bez výjimky měli trutnovští Židé jako mateřský i obcovací jazyk němčinu.

## Rabíni trutnovské židovské obce
- Jakob Bader (do 1930)
- Dr. Peter Freund (1930 - 1937)
- Dr. Leiser Engelstein (1937 - 1938)

## Synagoga
Do roku 1885 se členové místní ŽNO scházeli k bohoslužbám v pronajatých prostorách německé reálky ve Školní ulici (dnešní 2. ZŠ) a v domě čp. 9 na Dlouhém podloubí náměstí.
Synagoga byla postavena roku 1885 na úpatí kopce Janského vrchu jižně od Hlavního (dnes Krakonošova) náměstí v ulici Na Struze. Stavbu navrhl trutnovský stavitel Konrad Kühn jako samostatnou, jednolodní budovu v tehdy populárním novorenesančním slohu. Nová synagoga se stala poměrně záhy jednou z dominant města. Její věž s kopulí umístěná nad západním průčelím byla odevšad viditelná a nezaměnitelná.
V hlavním prostoru bylo 176 sedadel pro muže, z toho 16 pro hosty, na ženské galerii, kam se vstupovalo odděleným vchodem po několika schodech napravo od hlavního vstupu, bylo míst 120, celkově tedy kapacita synagogy činila 396 míst a v případě potřeby se do ní vešla celá trutnovská židovská obec.
Slavnostní otevření synagogy proběhlo dne 3. září 1885 za velké účasti vzácných hostí a trutnovských občanů. Představitel trutnovské židovské obce Isidor Mautner ve slavnostním projevu neopomněl vyjádřit díky i císaři Františku Josefu I., jehož tolerantní vláda zaručovala Židům občanská práva, a zdůraznil úsilí místních Židů přispět co nejvíce k udržení německého charakteru města. Je smutným paradoxem, že o pět desítek let později je tato skutečnost stála život.

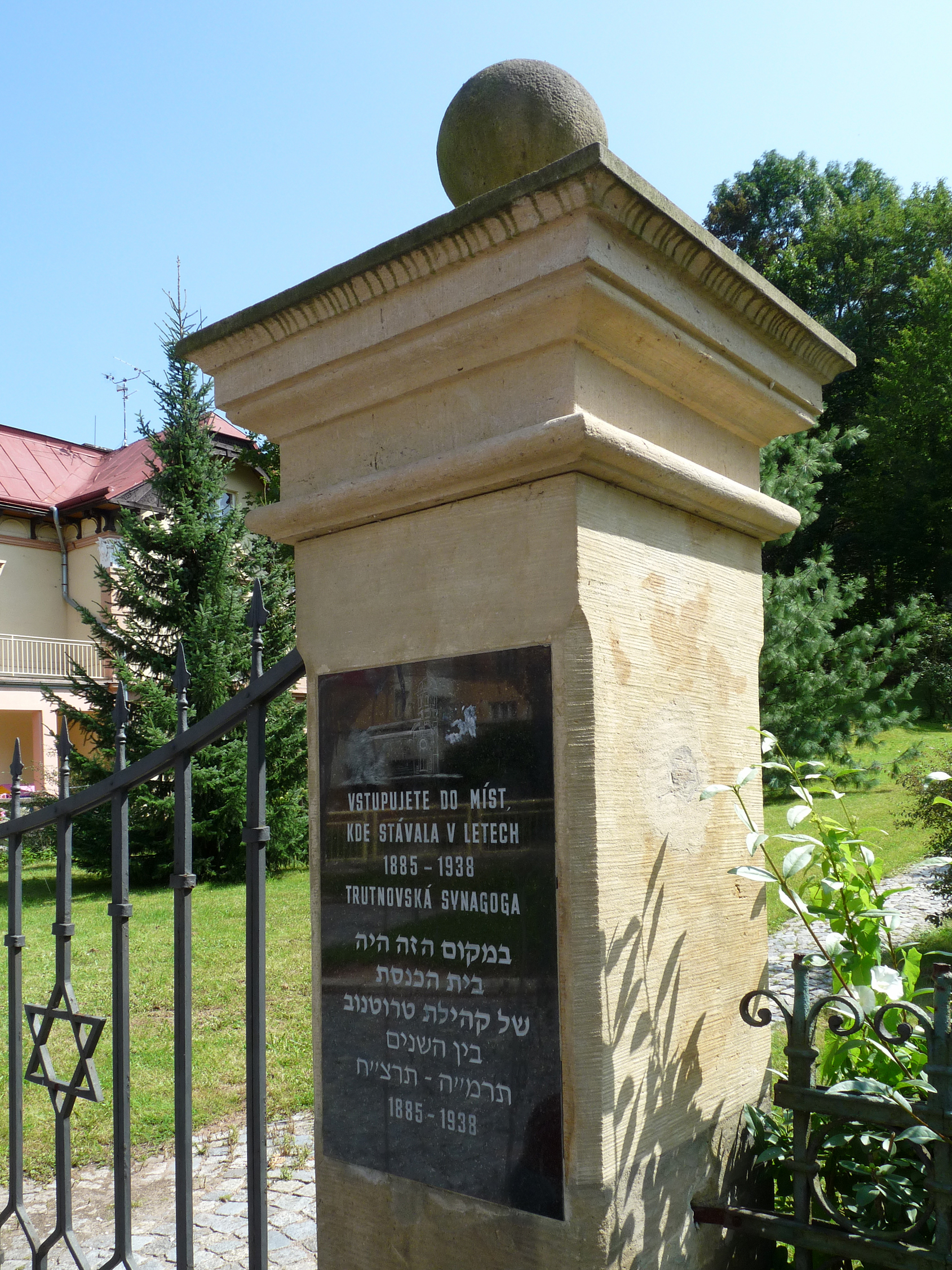
Památník na místě zničené synagogy

Templ fungoval k bohoslužebným účelům trutnovské ŽNO pouhých třiapadesát let. V září 1938 byla podepsána Mnichovská dohoda, jejímž předmětem bylo postoupení sporného území tzv. Sudet nacistickému Německu. Dne 8. října 1938 byl Trutnov obsazen německým Wehrmachtem a 10. listopadu téhož roku, při nacistickém pogromu označovaném jako tzv. „Křišťálová noc“ byl templ vydrancován, zapálen a vyhořel do základů. Na místě bývalé synagogy je dnes skromně upravený pietní areál.
Památník byl na 65. výročí zničení synagogy v roce 2003 poničen neznámým vandalem.